# Cristina Lafont
Cristina Lafont és una filòsofa valenciana. Catedràtica de Filosofia de la Northwestern University (Chicago).Doctora per la Universitat de Frankfurt (1992), es va especialitzar en Filosofia alemanya, particularment hermenèutica i teoria crítica. Deixebla i intèrpret de Jürgen Habermas, ha publicat àmpliament sobre diferents qüestions de filosofia política. Darrerament, el seu treball de recerca se centra en la defensa d'un model ideal de democràcia deliberativa que podria ser implementada més enllà de les fronteres nacionals. És autora de La Razón como Lenguaje (Antonio Machado Libros, 1993), Lenguaje y apertura del mundo. El giro lingüístico de la hermenéutica de Heidegger (Alianza Editorial, 1997), The Linguistic Turn in Hermeneutic Philosophy (MIT Press, 1999), Heidegger, Language, and World-disclosure (Cambridge University Press, 2000) i coeditora de l'Habermas Handbuch (Metzler Verlag, 2010).